# Богунський
Богунський — пасажирський зупинний пункт Коростенської дирекції Південно-Західної залізниці (Україна), розміщений на дільниці Звягель I — Житомир між зупинними пунктами Нова Вигода (відстань — 5 км) і Старт (4 км). Відстань до ст. Звягель I — 79 км, до ст. Житомир — 12 км.
Розташований посеред лісу в Житомирському районі, за 1 км на південний захід від Кам'янки, за 1,5 км на північ від Довжика, за 2 км на північний захід від Житомира.
Відкритий у 1936 році як роз'їзд, згодом перетворений на станцію. У 2016 році станція переведена в розряд зупинних пунктів.